# Eretmocerus clavator
Eretmocerus clavator is een vliesvleugelig insect uit de familie Aphelinidae. De wetenschappelijke naam is voor het eerst geldig gepubliceerd in 2011 door Myartseva.